# Absolut
Absolut è una marca svedese di vodka, del gruppo francese Pernod Ricard, prodotta a Åhus, Scania nel sud della Svezia. Absolut è una delle vodka più vendute al mondo.

## Storia
Il nome Absolut fu registrato nel 1879 da Lars Olsson Smith, importante imprenditore svedese soprannominato il re della vodka, il quale inventò nel 1877 un nuovo metodo di distillazione frazionata del Brännvin, con il quale produrre un liquore senza fuselöl che nominò "Tiodubbelt Renadt Brännvin" (Vodka purificata dieci volte); dopo due anni di migliorie, Smith cambiò il nome in "Absolut Rent Brännvin", e lanciò il liquore sul mercato svedese.
In quel periodo vi era il monopolio di Stoccolma sulla vendita dei liquori: per poter vendere il suo prodotto, acquistò un negozio dove vendere l'Absolut Rent, a prezzi concorrenziali, a Reimersholme, appena fuori dai confini della città; verso la fine del secolo cominciò anche ad esportare il liquore. Nel 1917 l'industria dell'alcool in Svezia è stata monopolizzata dal governo svedese, attraverso la società Vin & Spirit. La vodka allora è stata venduta in tutta la nazione con due nomi che si alternavano periodicamente nomi Absolut Rent Brännvin e Renat Brännvin (dopo il successo della Absolut, Renat divenne un marchio separato prodotto dalla V&S).
Negli anni settanta, il presidente della V&S Lars Lindmark, decise di sfidare il mercato statunitense: fece ristudiare la ricetta e dopo varie proposte del gruppo di ricerca marketing, vennero scelti il nome Absolut vodka e il design. Il 17 giugno 1979 la Absolut venne lanciata a Boston, New York, Chicago, Los Angeles e San Francisco, e nel primo anno furono venduti 90.000 litri. Nel 1985 divenne il marchio di vodka importata più venduta negli Stati Uniti, superando i concorrenti russi e finlandesi; nello stesso periodo la vodka Absolut cominciò ad essere esportata in altri paesi europei ed asiatici, entrando nella classifica dei cento distillati più venduti al mondo. Nel 1986 esce la prima versione aromatizzata al pepe, mentre nel 2004 esce la prima versione super premium. Nel 2008 l'azienda venne acquisita dal gruppo Pernod Ricard.

## Prodotto
La vodka Absolut è una vodka svedese di grano a 40° alcolici, prodotta con frumento invernale e acqua del sud della Svezia, nei dintorni di Åhus, di colore bianco trasparente, dal gusto corposo ed equilibrato, buona base per vari cocktail.

### Varianti
Nel tempo son nate diverse varianti della vodka Absolut, sia per la qualità del distillato, che per l'aromatizzazione:
Per le vodke bianche sono state create:
- Absolut Vodka (blue label) (1979) - L'originale vodka bianca a 40 °C con scritte blu.
- Absolut Vodka (red label) (1979-2006) - Versione a maggior contenuto alcolico (50 °C).
- Absolut Level (2004-2010) - Versione super-premium, nata per competere nel mercato contro Grey Goose.
- Absolut 100 (2006) - Versione a 50 °C alcolici, sostituisce la red label.
- Absolut Elyx (2010) - Versione super-premium, sostituisce la Level.

Per le vodke aromatizzate son state create 
- Absolut Peppar (1986) - Versione aromatizzata al jalapeno tostato, pomodoro verde e erbe essiccate.
- Absolut Citron (1988) - Versione aromatizzata al limone
- Absolut Kurant (1992) - Versione aromartizzata al ribes nero
- Absolut Mandrin (1999) - Versione aromatizzata al Mandarino e arancia
- Absolut Vanilia (2003) - Versione aromatizzata alla vaniglia
- Absolut Raspberri (2004) - Versione aromatizzata al lampone
- Absolut Apeach  (2005) - Versione aromatizzata alla pesca
- Absolut Ruby Red (2006) - Versione aromatizzata al pompelmo rosa
- Absolut Pears (2007) - Versione aromatizzata alla pera
- Absolut Mango (2008) - Versione aromatizzata al mango
- Absolut Berri Açai (2010) - Versione aromatizzata all'açai, mirtillo e melograno
- Absolut Wild Tea (2010) - Versione aromatizzata al tè nero e sambuco
- Absolut Orient Apple (2011) - Versione aromatizzata alla mela rossa e zenzero
- Absolut Gräpevine (2011) - Versione aromatizzata all'uva, frutto del drago e papaya
- Absolut Cherrykran (2012) - Versione aromatizzata alla ciliegia, prugna cinese e cranberry bianco
- Absolut Hibiskus (2012) - Versione aromatizzata all'ibisco e melograno
- Absolut Cilantro (2013) - Versione aromatizzata al coriandolo e lime
- Absolut Cherrys (2014) - Versione aromatizzata alla ciliegia

### Edizione speciale
Nel 2003 la vodka Absolut ha creato una bottiglia dell'edizione speciale progettata da Romero Britto, chiamata "Absolut Magon", con una dedica in miniatura sulla etichetta.

## Marchio
Il marchio è frutto di ripetute ricerche e tentativi, da parte del team creativo, per mettere in evidenza sul mercato americano la vodka Absolut.. Dopo vari studi, che proponevano di puntare su colori sgargianti, figure evocative e nomi altisonanti, la società decise invece di puntare, in onore alla tradizione e all'idea iniziale di Smith di una vodka pura, su elementi essenziali, minimali, che richiamassero la purezza e la semplicità, elementi che vennero considerati riconducibili anche all'idea della Svezia.

### Nome
Il nome deriva dal nome dato da Lars Smith al suo liquore, "Absolut Rent Brännvin", traducibile come Brandevino/vodka assolutamente puro. Nel 1979 il team di marketing ristudiò il nome del prodotto: vennero pensati nomi ammiccanti quali "Swedish Blonde Vodka" o "Royal Court Vodka", ma alla fine, in armonia con il progetto si decise di usare la traduzione Absolute Pure Vodka. La parola "absolute" era troppo generica e non poteva essere registrata come marchio, quindi decisero di togliere la "e" finale per aggirare l'ostacolo e dare un tocco più svedese al nome. La dicitura "pure" anche non poteva essere compresa nel nome, rimanendo quindi il nome finale di "Absolut Vodka". Venne deciso di indicare come sottotitolo "Country of Sweden" per evidenziare l'origine del prodotto.

### Confezione
La Absolut viene distribuita in bottiglie di vetro cilindriche trasparenti con il marchio e varie diciture stampate direttamente sul vetro ed un unico elemento che spicca, un medaglione con il ritratto di L.O.Smith sul collo; in alto chiude un tappo di metallo grigio liscio e cilindrico. I font utilizzati sono il Futura Extra Bold Compressed e L'Edwardian Script. Le bottiglie come il resto sono prodotte ad Åhus.
Anche per la confezione furono studiate molte soluzioni, dal disegno di vichinghi, a bottiglie sofisticate, che richiamassero le corti russe. Il design finale fu ispirato invece a quello delle bottiglie di medicinali che vennero usate fin dal XVII secolo in Svezia per contenere i medicamenti; il designer Gunnar Broman vide una di queste bottiglie in un negozio di Stoccolma, e venne colpito sia dall'eleganza semplice, tipica svedese, sia per il fatto che per secoli la vodka venne utilizzata come medicinale. Si decise quindi di ispirarsi a quell'oggetto, mantenendone la trasparenza. Dopo varie prove si notò che però un tocco di colore era necessario: venne quindi utilizzato il blu, colore che meglio si adattava, per colorare il nome, mentre il bianco per le scritte.

## Mercato
La fama di Absolut è dovuta alla relativa campagna pubblicitaria di fondo, creato dall'agenzia di pubblicità TBWA, sulla base della figura distintiva della bottiglia. Iniziando intorno al 1980 con il fotografo Steven Bronstein, con circa 1500 immagini. Le immagini caratterizzano frequentemente le bottiglie nel centro e evidenziano il titolo "ABSOLUT ____" nella parte inferiore.